# The Last Sitting

The Last Sitting est une séance photo mettant en scène Marilyn Monroe, qui est devenue célèbre parce qu'elle fut la dernière de l'actrice : elle a en effet eu lieu fin juin 1962, soit six semaines avant sa mort. Cette séance, pour laquelle elle posait nue, a été réalisée par le photographe Bert Stern pour le magazine Vogue.
Contactée par le photographe, elle arrive au rendez-vous, dans une suite de l'hôtel Bel-Air de Los Angeles, avec quatre heures de retard ; elle pose pendant plus de douze heures.

## Publications et expositions ultérieures
Vingt ans plus tard, en 1982, Stern a publié un livre dans lequel il se remémore ces moments, et qui inclut un grand nombre des photographies qu'il a prises à cette occasion (plus de 2 500 au total), y compris des planches-contact contenant des clichés que Monroe avait écartés parce qu'elle ne les aimait pas.
Les clichés ont également été montrés lors d'expositions, la dernière ayant eu lieu au musée Maillol à Paris en 2006.
Plus récemment, Bert Stern a reproduit cette séance avec la jeune actrice Lindsay Lohan pour le numéro du 25 février 2008 du magazine New York. La critique Ginia Bellafante (en) a qualifié ce travail d'« images mortuaires, sexuelles » qui « invitent le public à s'engager dans une sorte de simulacre de nécrophilie ».